# Velké Přílepy
Obec Velké Přílepy se nachází v okrese Praha-západ, kraj Středočeský, asi 12 km severozápadně od centra Prahy. Žije zde přibližně 3 600 obyvatel.

## Historie
Území mezi obcemi Velké Přílepy, Roztoky u Prahy, Libčice nad Vltavou, Únětice nebo Černý Vůl a vzdálenější Holubice, Buštěhrad a Slaný patří k nejbohatším archeologickým nalezištím v Čechách, bylo trvale osídleno od neolitu. Byla tu objevena lokalita kultury nálevkovitých pohárů, na jižním okraji obce osada únětické kultury. Z období stěhování národů pochází hrob germánského jezdce. S prvními průzkumy začali ve 2. čtvrtině 19. století Matyáš Kalina z Jäthensteinu a po něm ve 40. letech 19. století, páter Václav Krolmus.
Velké Přílepy byly poprvé písemně zmíněny v dokumentech v roce 1228 jako majetek kapituly katedrály sv. Víta, zatímco "Kamik" daroval král Přemysl Otakar v témže roce abatyši a kapitule kláštera benediktinek sv. Jiří na Pražském hradě. Kamýk byl oddělen od Velkých Přílep až do spojení králem Ferdinandem I..
Během husitských válek se pražští husité zmocnili statků a v roce 1436 je král Zikmund Lucemburský zabavil. Po vypuknutí třicetileté války byly statky protestantů zabaveny, vrátily se Svatovítské kapitule. Roku 1648 Přílepy a Kamýk vyplenily jednotky švédského velitele Königsmarka.
.

### Územněsprávní začlenění
Dějiny územněsprávního začleňování zahrnují období od roku 1850 do současnosti. V chronologickém přehledu je uvedena územně administrativní příslušnost obce v roce, kdy ke změně došlo:
- 1850 země česká, kraj Praha, politický i soudní okres Smíchov[5]
- 1855 země česká, kraj Praha, soudní okres Smíchov
- 1868 země česká, politický i soudní okres Smíchov
- 1927 země česká, politický okres Praha-venkov, soudní okres Praha-západ[6]
- 1939 země česká, Oberlandrat Praha, politický okres Praha-venkov, soudní okres Praha-západ[7]
- 1942 země česká, Oberlandrat Praha, politický okres Praha-venkov-sever, soudní okres Praha-západ[8]
- 1945 země česká, správní okres Praha-venkov-sever, soudní okres Praha-západ[9]
- 1949 Pražský kraj, okres Praha-západ[10]
- 1960 Středočeský kraj, okres Praha-západ
- 2003 Středočeský kraj, obec s rozšířenou působností Černošice

### Rok 1932
V obci Velké Přílepy (přísl. Kamýk, 692 obyvatel, poštovní úřad, telegrafní úřad, telefonní úřad) byly v roce 1932 evidovány tyto živnosti a obchody: výroba cementového zboží, holič, 6 hostinců, kolář, 2 kováři, kovosoustružnictví, 3 krejčí, 2 kůže surové, 2 mlýny, 3 obuvníci, porodní asistentka, povozník, 10 rolníků, 2 řezníci, 2 sadaři, sedlář, 5 obchodů se smíšeným zbožím, spořitelní a záložní spolek pro Kamýk, 2 trafiky, 2 truhláři, obchod s uhlím, velkostatek.

## Obyvatelstvo

### Počet obyvatel
Počet obyvatel je uváděn za Velké Přílepy podle výsledků sčítání lidu včetně místních části, které k nim v konkrétní době patří. Je patrné, že stejně jako v jiných menších obcí Česka počet obyvatel v posledních letech roste. V celé aglomeraci Přílep nicméně žijí necelé 4 tisíce obyvatel.[zdroj?]
| 1869 | 1880 | 1890 | 1900 | 1910 | 1921 | 1930 | 1950 | 1961 | 1970 | 1980 | 1991 | 2001 | 2011  |
| ---- | ---- | ---- | ---- | ---- | ---- | ---- | ---- | ---- | ---- | ---- | ---- | ---- | ----- |
| 564  | 643  | 644  | 710  | 702  | 692  | 815  | 623  | 659  | 675  | 810  | 851  | 948  | 3 313 |

### Významní rodáci
- František Kellner (1859-1922) český kovorytec a knihovník v uměleckoprůmyslovém muzeu

## Členění města
Obec Velké Přílepy se evidenčně nečlení na části, ale leží na dvou katastrálních územích:
- Velké Přílepy
- Kamýk u Velkých Přílep

## Pamětihodnosti
V obci nebyl postaven kostel, obec spadá do farnosti v Roztokách u Prahy.
- Kaple Panny Marie v ulici Roztocká, zbudovaná roce 1725. Stavba čtvercového půdorysu s věžičkou, kde je zavěšen novodobý zvon. Fasáda je členěna lizenovými rámy. Původní mobiliář kapličky se nedochoval.
- Kaple sv. Gotharda v ulici Kladenská z roku 1880. Novorománská stavba obdélného půdorysu s půlkruhovou, mírně odsazenou apsidou. Ze sedlové střechy vyrůstá hranolová zvonička.
- Kříž na Kamýcké vyvýšenině, zvané U Křížku
- Pomník padlým v 1. světové válce
- Pomník padlým ve 2. světové válce

## Současnost
V roce 2003 vznikla v Přílepech nová čtvrť Kamýk. Na místě bývalého pole vyrostlo několik obytných domů a na více než 100 pozemcích se staví rodinné domy.
Od roku 2012 zde funguje ženská věznice, pobočka Věznice Ruzyně. Po amnestii Václava Klause v roce 2013 byla na dva roky zavřená.

## Geografie
Přílepy se rozprostírají na ploše 336 ha s velmi proměnlivými terénními útvary. Nejvyšším kopcem je místo zvané Hájnice (337 m n. m.).

### Vodstvo
Nejvýznamnější vodním tokem, který obcí protéká, je Podmoráňský potok.

#### Podnebí
Podnebí je mírně suché a teplé. Průměrná roční teplota je 8,2 °C a průměrný roční úhrn srážek se pohybuje v rozmezí okolo 500 mm.

## Doprava
Dopravní síť
- Pozemní komunikace – Obcí Velké Přílepy prochází silnice II/240 Praha Dejvice - Horoměřice - Kralupy nad Vltavou - Roudnice nad Labem, na kterou se v obci napojuje silnice II/242.

- Železnice – Železniční trať ani stanice na území obce nejsou.

Veřejná doprava 2013
- Autobusová doprava – V obci mají zastávku příměstské autobusové linky 316 Praha, Bořislavka - Holubice a linka 350 Praha,Dejvická - Okoř (denně mnoho spojů) (dopravce ČSAD MHD Kladno, a. s.).